# Filipa César

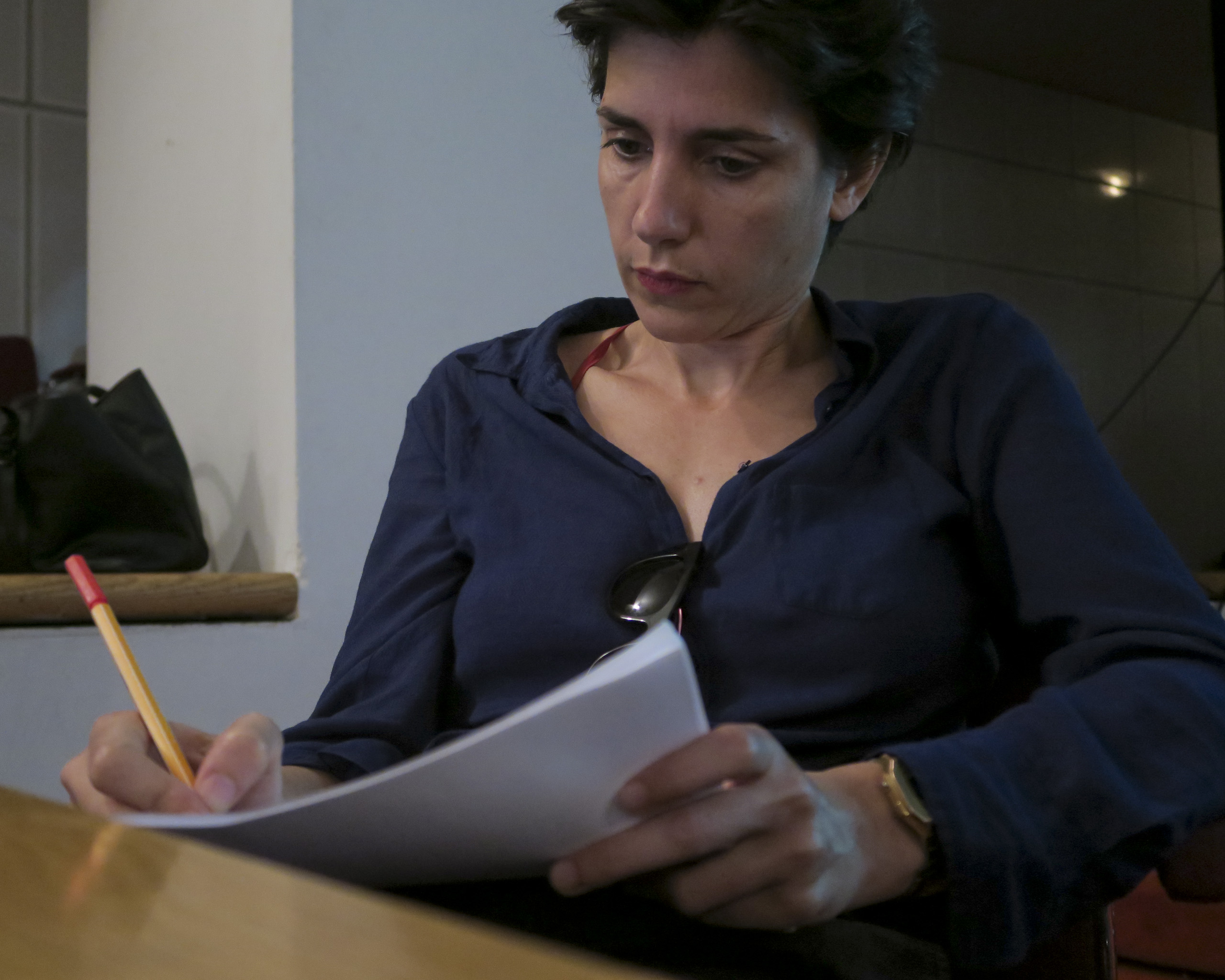
Filipa César (2016)

Filipa César (* 1975 in Porto) ist eine portugiesische Künstlerin und Filmschaffende.

## Beruflicher Werdegang
Filipa César studierte Kunst an der Universität Porto und an der Lissabon, wo sie 1999 ihr Diplom erhielt. Im Jahr 2008 absolvierte sie die Masterprüfung im Bereich „Kunst im Kontext“ an der Universität der Künste Berlin (UdK). César lebt und arbeitet in Lissabon und Berlin.
Sie war Stipendiatin in der Villa Concordia in Bamberg (2010/11) und am Künstlerhaus Schloss Balmoral in Bad Ems. César ist seit April 2021 Professorin für Film und Video an der Merz Akademie Stuttgart und lehrt an der Staatlichen Hochschule für Gestaltung in Karlsruhe.

## Werk (Auswahl)

### Filmographie
- 2010: Insert
- 2013: Conakry, mit Grada Kilomba
- 2015: Transmission from the Liberated Zones
- 2017: Spell Reel

### Installationen
- 2005: F for Fake
- 2007: Rapport
- 2008: Le Passeur
- 2009: The Four Chambered Heart
- 2010: Memograma
- 2019: Calouste Gulbenkian Foundation
- Projekt Quantum Creole

### Festivals
- Locarno International Film Festival, 2005
- Internationale Filmfestspiele Berlin (Berlinale), 2017
- Videoart at Midnight, 2015
- Videoex, 2018

### Ausstellungen
- 2003: Istanbul Biennale
- 2004: Kunsthalle Wien
- 2004: Belgrade footnotes
- 2004: true lies. Lügen und andere Wahrheiten in der zeitgenössischen Fotografie, Museum Franz Gertsch, Burgdorf
- 2005–2006: Ringbahn. Arte Contemporânea de Serralves, Porto
- 2007: Tate Modern, London
- 2010: Biennale von São Paulo
- 2012–2013: La lutte n'est pas finie. Jeu de paume, Paris
- 2013: Single shot films. Kunstmuseum St.Gallen
- 2019: Art Encounters Biennial, Timisoara
- 2019–2020: Algorithmen der Baumwolle. Tabakalera - Donostia-San Sebastián[3]8

### Veröffentlichungen
- Sets for thoughts. A monologue series. Künstlerhaus Schloß Balmoral, Bad Ems 2002.
- Belgrade footnotes (Illustratorin). Revolver, Frankfurt am Main 2004. ISBN 978-3-86588-011-6.
- Montrage (Illustratorin). Argobooks, Berlin 2010. ISBN 978-3-941560-94-9.
- Labor Berlin. Teil 5: Between the first and second shots (Herausgeberin). Haus der Kulturen der Welt, Berlin 2010. ISBN 978-3-9812080-6-1.